# 帕斯卡尔·塔约
帕斯卡尔·塔约（法語：Pascal Tayot，1965年3月15日—），法国男子柔道运动员。他曾代表法国参加1988年和1992年夏季奥林匹克运动会柔道比赛，其中1992年奥运会获得一枚银牌。